# Федеральная медицинская ассоциация Германии
Федеральная медицинская ассоциация Германии (нем. Bundesärztekammer, BÄK) — высший орган самоуправления врачей Германии. Организация не является публично-правовой корпорацией и насчитывает более 420 тысяч членов в Германии.

## Цели
Целями BÄK является обеспечение защиты и сохранения здоровья и безопасности пациентов с помощью выработки всеобщих стандартов медицинской практики. Федеральная медицинская ассоциация решает следующие вопросы:
- этические и профессиональные обязанности врачей;
- пост-университетское образование;
- непрерывное медицинское образование и профессиональный рост;
- оценка качества в медицине.